# Xiphosomella rufina
Xiphosomella rufina là một loài tò vò trong họ Ichneumonidae.